# 1707 у науці

## Математика
- Ісаак Ньютон видає збірник математичних робіт «Універсальна арифметика». Наведені в ньому чисельні методи ознаменували народження нової перспективної дисципліни — чисельного аналізу.
- Абрахам де Муавр починає роботу[1] над доведенням формули, названої його іменем (в цілому формулу і доведення було опубліковано у 1730).

## Медицина
- Джованні Марія Ланчізі опублікував De Subitaneis Mortibus (Про раптову смерть), що була однією з ранніх робіт з кардіології.